# Homoeomeria euryptena
Homoeomeria euryptena är en fjärilsart som beskrevs av Collenette. Homoeomeria euryptena ingår i släktet Homoeomeria och familjen tofsspinnare. Inga underarter finns listade i Catalogue of Life.